# NK Županja 77
NK Županja 77 (NK Županja Sedam-sedam) je nogometni klub iz Županje.
Trenutačno se natječe u 1. ŽNL Vukovarsko-srijemskoj.

## Povijest
Nogometni klub Županja 77 osnovan je 1977. godine pod imenom NK Pionir. Najveći uspjesi kluba su osvajanje općinskog kupa 1986. protiv Graničara i prvo mjesto u 3. ŽNL Vukovarsko-srijemskoj 1997. i 2002. godine. Do 2002. godine, klub se zvao NK Šlajs Županja, po gradskoj četvrti u kojoj se klub nalazi, a sredinom sezone 2002./03. mijenja ime u NK Županja 77.

### Plasmani kluba kroz povijest
| Sezona      | Liga                                   | Plasman    |
| ----------- | -------------------------------------- | ---------- |
| 1996./97.   | 3. ŽNL Vukovarsko-srijemska            | 1. mjesto  |
| 1997./98.   | 2. ŽNL Vukovarsko-srijemska            | 10. mjesto |
| 1998./99.   | 3. ŽNL Vukovarsko-srijemska            | 6. mjesto  |
| 1999./2000. | 3. ŽNL Vukovarsko-srijemska Grupa A    | 5. mjesto  |
| 2000./01.   | 3. ŽNL Vukovarsko-srijemska Grupa A    | 7. mjesto  |
| 2001./02.   | 3. ŽNL Vukovarsko-srijemska Grupa A    | 1. mjesto  |
| 2002./03.   | 2. ŽNL Vukovarsko-srijemska Grupa B    | 16. mjesto |
| 2003./04.   | 3. ŽNL Vukovarsko-srijemska Grupa A    | 11. mjesto |
| 2004./05.   | 3. ŽNL Vukovarsko-srijemska Grupa A    | 12. mjesto |
| 2005./06.   | 3. ŽNL Vukovarsko-srijemska Grupa A    | 7. mjesto  |
| 2006./07.   | 2. ŽNL Vukovarsko-srijemska NS Županja | 9. mjesto  |
| 2007./08.   | 2. ŽNL Vukovarsko-srijemska NS Županja | 9. mjesto  |
| 2008./09.   | 2. ŽNL Vukovarsko-srijemska NS Županja | 11. mjesto |
| 2009./10.   | 2. ŽNL Vukovarsko-srijemska NS Županja | 5. mjesto  |
| 2010./11.   | 2. ŽNL Vukovarsko-srijemska NS Županja | 6. mjesto  |
| 2011./12.   | 2. ŽNL Vukovarsko-srijemska NS Županja | 4. mjesto  |
| 2012./13.   | 2. ŽNL Vukovarsko-srijemska NS Županja | 3. mjesto  |
| 2013./14.   | 2. ŽNL Vukovarsko-srijemska NS Županja | 7. mjesto  |
| 2014./15.   | 2. ŽNL Vukovarsko-srijemska NS Županja | 7. mjesto  |
| 2015./16.   | 2. ŽNL Vukovarsko-srijemska NS Županja | 5. mjesto  |
| 2016./17.   | 2. ŽNL Vukovarsko-srijemska NS Županja | 3. mjesto  |